# Thrypticus vestitus
Thrypticus vestitus är en tvåvingeart som beskrevs av Negrobov och Stackelberg 1972. Thrypticus vestitus ingår i släktet Thrypticus och familjen styltflugor. Inga underarter finns listade i Catalogue of Life.